# Dichrogaster genalis
Dichrogaster genalis är en stekelart som först beskrevs av Heinrich Habermehl 1925.
Dichrogaster genalis ingår i släktet Dichrogaster och familjen brokparasitsteklar. Arten är reproducerande i Sverige. Inga underarter finns listade i Catalogue of Life.